# 南城街道 (龙岩市)
南城街道，是中华人民共和国福建省龙岩市新罗区下辖的一个乡镇级行政单位。

## 行政区划
南城街道下辖以下地区：
溪南社区、隔后社区、黉门前社区、新陂社区、后盂社区、登高社区、清泉社区、小溪社区、新岩社区、翠屏社区、大同社区、兴晖社区和莲东社区。